# Otto Lans
Otto Lans (* 28. Juni 1870 in Wesel; † 23. März 1942 in München) war ein deutscher Marineoffizier, zuletzt Konteradmiral der Reichsmarine und Industrieller.

## Leben
Otto Lans trat nach dem Abitur im April 1889 in die Kaiserliche Marine ein. Er durchlief die übliche Bootsausbildung und kam u. a. nach Westindien und Ostasien. Von 1904 an war er für drei Jahre als Erster Offizier der Pelikan als Referent, später Präses der Minenversuchskommission (Kiel) der Marinestation der Nordsee kommandiert. 1908/09 war er Kommandant eines Torpedobootes und ging dann bis 1911 zur Schiffsprüfungskommission. Von 1911 bis Juni 1914 war er u. a. als Abteilungschef in der Konstruktionsabteilung (K) des Reichsmarineamtes. In dieser Position wurde er am 27. Januar 1914 zum Kapitän zur See befördert. Aufgrund einer Erkrankung musste er anschließend die Kaiserliche Marine verlassen.
Lans ging in die Industrie und war bis Kriegsanfang Assistent bei der Friedrich Krupp AG in Essen. Nachdem er reaktiviert wurde, war er während des Krieges Abteilungschef im Marinekabinett.
Nach dem Ersten Weltkrieg ging er zu der Gasmotoren-Fabrik Deutz nach Berlin und blieb dort bis 1928 als Leiter der Direktions- und Exportabteilung. Anschließend wurde er Direktor der neu gebildeten Motorenfabrik Humboldt-Deutz und wohnte in Berlin-Wannsee. Am 20. Dezember 1920 hatte er den Charakter als Konteradmiral verliehen bekommen.
1942 starb er in München an den Folgen seiner Gichterkrankung.